# Softpedia
Softpedia是一個收錄大量遊戲、驅動程式、手機電話與Windows、Macintosh與Linux平台軟體資訊並提供下載的網站，該網站同時收錄科技、科學、健康及娛樂新聞。2006年10月後期Alexa之流量排名指其為互聯網600個最高流量網站之一。該網站原名為Softnews.ro，於2003年後期改名為Softpedia。
Softpedia聲明會使用多種知名防毒及反間諜軟體徹底檢查每一個他們提供的軟體及遊戲是否含有病毒、惡意軟體、廣告軟體或間諜軟體。Softpedia會給予未發現病毒、惡意軟體、廣告軟體及間諜軟體的程式"100% Clean"認證，同時對免費程式給予"100% Free"認證。
軟體分類以階層排序並模仿类Unix檔案系統路徑方式表示，如"Home / Linux Home"。大型的分類會分割成數頁。使用者可以自訂排序方式如最近更新日期、下載人數或分數。

## 外部連結
- 官方网站